# Jerome Guillot-Vignot
Jerome Guillot-Vignot ist ein französischer Bogenschütze, Trainer und ehemaliger Bogenbiathlet.
Jerome Guillot-Vignot lebt in Chambéry. Er erreichte seinen größten internationalen Erfolg, als er bei den Bogenbiathlon-Weltmeisterschaften 1999 in Bessans an der Seite von Julien Storti und Emmanuel Jeannerod hinter Italien und der Ukraine die Bronzemedaille im Staffelrennen gewann. Heute ist Trainer bei der 1ère compagnie d'arc.

## Belege
1. ↑  Vereinshomepage (Seite nicht mehr abrufbar, festgestellt im August 2025. Suche in Webarchiven)  Info: Der Link wurde automatisch als defekt markiert. Bitte prüfe den Link gemäß Anleitung und entferne dann diesen Hinweis.

| Personendaten    | Personendaten                                         |
| ---------------- | ----------------------------------------------------- |
| NAME             | Guillot-Vignot, Jerome                                |
| KURZBESCHREIBUNG | französischer Bogenschütze, Trainer und Bogenbiathlet |
| GEBURTSDATUM     | 20. Jahrhundert                                       |